# Volo (Grecia)
Volo (in italiano Vòlo) (in greco Βόλος?, Vólos [ˈvolos]) è un comune della Grecia situato nella periferia della Tessaglia (unità periferica della Magnesia) con 142923 abitanti secondo i dati del censimento 2001.
A seguito della riforma amministrativa detta programma Callicrate in vigore dal gennaio 2011 che ha abolito le prefetture e accorpato numerosi comuni, la superficie del comune è passata da 27,67 a 386 km² e la popolazione da 141675 a 142923 abitanti.

## Architettura
L'ex deposito di tabacco di Papastratos (Ufficio del Rettore dell 'Università della Tessaglia), anno di costruzione 1926-1935, Argonavton Street, Volos

## Cultura e turismo
La città, nonostante si trovi alle pendici del Monte Pelio e della sua penisola, rinomate mete di villeggiatura, non è una grande meta turistica internazionale. Volo vanta, comunque, un museo archeologico, il museo delle ferrovie della Tessaglia e, per quanto riguarda le istituzioni culturali, alcune facoltà dell'Università della Tessaglia.
La città è servita dall'aeroporto nazionale di Nea Anchialos, conosciuto anche coi nomi "aeroporto di Volo" o "aeroporto della Grecia centrale".
Il porto di Volo è invece collegato alle isole Sporadi.
A Volo nacque nel 1888 e visse l'infanzia il pittore italiano Giorgio De Chirico, il cui padre ingegner Evaristo costruì la stazione ferroviaria della città.

## Sport
Ha ospitato parte del torneo olimpico di calcio nel 2004.
Avrebbe dovuto ospitare nel 2013 i XVII Giochi del Mediterraneo, ma a causa della crisi economica in Grecia l'assegnazione è stata cancellata.

## Mitologia
Nella mitologia greca, la città è presente sotto l'antico nome di Iolco: essa ospitava giochi in onore del dio del mare Poseidone e fu visitata, secondo la leggenda, dal capo degli Argonauti, Giasone, che aveva perso un sandalo nel fiume Anauro, rispettando il preannuncio di una profezia che si riferiva a lui come "l'uomo con un solo sandalo". Impaurito dal suo avverarsi, Pelia, re della Tessaglia, accettò di rinunciare al trono solo in cambio del magico vello d'oro, capace di guarire all'istante ogni ferita. Fu così che Giasone, insieme agli Argonauti, organizzò la spedizione mirata alla sua ricerca e partì.